# Brita Crona
Brita Crona, född 8 september 1869 i Karlskrona, död 1 maj 1951 i Arvika, var en svensk sjuksköterska, barnavårdsinspektör, fotografbiträde och lokalpolitiker. Hon skrev återkommande under signaturen "Cronan" i Rösträtt för kvinnor. 1939 tilldelades hon Kungliga Patriotiska Sällskapets medalj.

## Biografi
Brita Crona kom från Karlskrona. Hon bosatte sig i Arvika tillsammans med sin livspartner Olga Segerberg. I Arvika arbetade hon bland annat som fotografbiträde, men var i grunden sjuksköterska och barnavårdsinspektör. Mellan 1918 och 1922 var hon ledamot av fullmäktige i Arvika stad, och satt även i skolstyrelsen, fattigvårdsstyrelsen och barnavårdsnämnden. Hon var även aktiv i rösträttsfrågan, och skrev i medlemstidningen för Landsföreningen för kvinnans politiska rösträtt, Rösträtt för kvinnor, under signaturen "Cronan". 1939 tilldelades hon Kungliga Patriotiska Sällskapets medalj.
Den Arvika-baserade konstgruppen OTALT har uppmärksammat Olga Segerbergs och Brita Cronas engagemang i rösträttsfrågan, liksom deras arbete som fotografer, i utställningen "Kvinnor bakom kameran", som anordnades på Såguddens museum 2020.